# Billaea adelpha
Billaea adelpha är en tvåvingeart som först beskrevs av Friedrich Hermann Loew 1873.  Billaea adelpha ingår i släktet Billaea och familjen parasitflugor. Arten är reproducerande i Sverige. Inga underarter finns listade i Catalogue of Life.